# 동춘당공원
동춘당공원은 대전광역시 대덕구에 있는 공원이다.
주소는 대전 대덕구 동춘당로 80 (송촌동)이다.

## 개요
현재 동춘당 공원은 약 1만 7천평으로 송촌택지개발사업과 관련하여 동춘당 일대를 공원화 한 곳으로 공원 후편에 운동과 휴식을 취할 수 있는 산림환경과 동춘당앞 일대에 너른 마당과 연못을 조성하여 인근 아파트 주민의 휴식 공간으로 사랑받고 있다.
2009년부터 2010년까지 동춘당 명품공원화 사업을 진행하여 공원을 전반적으로 재정비하여 현재에 이르고 있다.

## 같이 보기
- 대전 회덕 동춘당 - 대한민국의 보물 제209호
- 회덕동춘선생고택 - 대전광역시 유형문화재 제3호